# Växjö (Gemeinde)
Koordinaten: 56° 53′ N, 14° 48′ O

Växjö ist eine Gemeinde (schwedisch kommun) in der schwedischen Provinz Kronobergs län und der historischen Provinz Småland. Der Hauptort der Gemeinde ist Växjö.

## Geographie

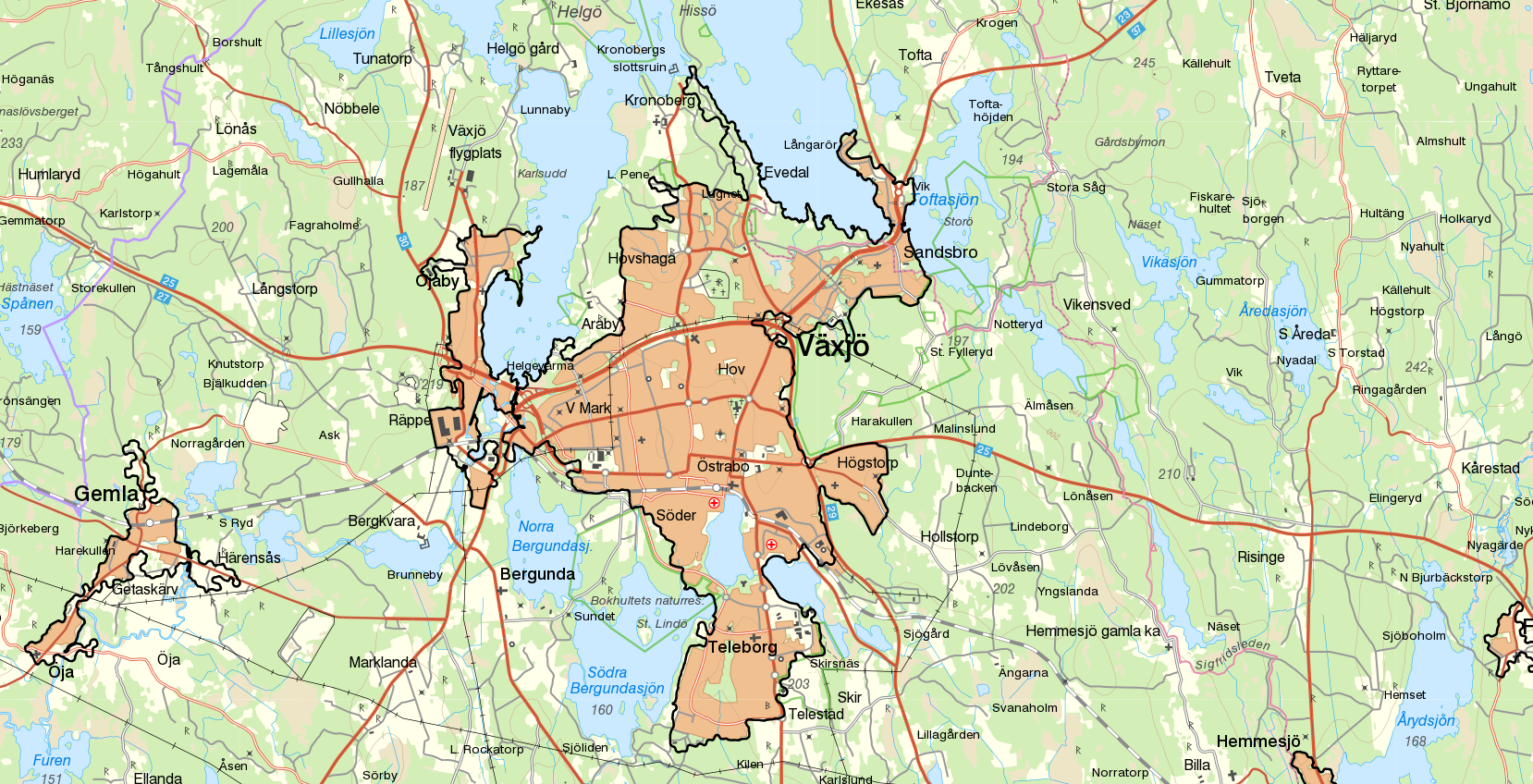
Lage

## Orte
Folgende Orte sind Ortschaften (tätorter):
- Åby
- Åryd
- Björnö
- Braås
- Furuby
- Gemla
- Ingelstad
- Lammhult
- Nöbbele
- Rottne
- Tävelsås
- Växjö

## Partnergemeinden
Växjö listet folgende neun Gemeindepartnerschaften auf:
| Kommune     | Land                                | seit |
| ----------- | ----------------------------------- | ---- |
| Aabenraa    | Syddanmark, Dänemark                |      |
| Almere      | Flevoland, Niederlande              | 1999 |
| Duluth      | Minnesota, Vereinigte Staaten       | 1987 |
| Kaunas      | Litauen                             | 1990 |
| Lancaster   | England, Vereinigtes Königreich     | 1996 |
| Lohja       | Finnland                            |      |
| Pobiedziska | Großpolen, Polen                    | 1991 |
| Ringerike   | Buskerud, Norwegen                  |      |
| Schwerin    | Mecklenburg-Vorpommern, Deutschland | 1997 |
| Skagaströnd | Island                              |      |